# 3306-os mellékút (Magyarország)
A 3306-os számú mellékút egy közel tizennégy kilométer hosszú, négy számjegyű országos közút Borsod-Abaúj-Zemplén vármegye déli részén. Legfontosabb szerepe, hogy Csincse község számára biztosítson közúti kapcsolatokat a környező nagyobb városok és főutak felé, de a két végponti település, Mezőkeresztes és Vatta lakói számára is könnyebbé teszi a megyeszékhely Miskolc, illetve az M3-as autópálya elérését.

## Nyomvonala
A 3-as főútból ágazik ki, annak 158+650-es kilométerszelvénye táján, Vatta lakott területének déli részén, majdnem pontosan déli irányban. Belterületi szakasza a Rákóczi utca nevet viseli, de alig több mint 700 méter után már külterületen halad. 2,5 kilométer után elhalad Margittanya településrész mellett, itt délkeleti irányba fordul, majd 3,4 kilométer után átlép Csincse területére. A belterületre érve a Kossuth út nevet veszi fel, így keresztezi a Hatvan–Miskolc–Szerencs–Sátoraljaújhely-vasútvonalat is, Csincse megállóhely nyugati végénél; a vágányokon túl pedig már a Petőfi út nevet viseli.
Nem sokkal az ötödik kilométere után elhagyja a község legdélebbi házait is, és kényelmes ívben kanyarodva délnyugatnak fordul. 5,8 kilométer teljesítését követően, egy patakhíd után eléri Mezőkeresztes határszélét, innentől egy darabig a határvonalat követi – továbbra is nyílegyenesen délnyugati irányban –, és csak a hetedik kilométere előtt kicsivel ér be teljesen a város területére. Ezután is változatlanul az előbbi irányt követi, és már majdnem a 13. kilométerénél jár, amikor újra lakott területre érkezik; itt a Kossuth Lajos út nevet veszi fel. A 3305-ös útba beletorkollva ér véget, annak a 600-as méterszelvénye közelében, a város központjában.
Teljes hossza, az országos közutak térképes nyilvántartását szolgáló kira.gov.hu adatbázisa szerint 13,580 kilométer.